# Monetazione moderna
La monetazione moderna è l'insieme delle emissioni monetarie dell'era moderna. I limiti temporali cambiano secondo gli autori e in parte possono essere da una parte la scoperta delle Americhe e dall'altra la rivoluzione francese.

## Storia
Verso la fine del Medioevo gli stati italiani, iniziano a battere monete di nuovo tipo, poiché in precedenza veniva coniata esclusivamente un tipo di moneta: il "denaro", risalente alla riforma monetaria carolingia.
La necessità degli scambi avevano già portato alcuni Stati coniare a partire dal XIII secolo il denaro grosso, una moneta d'argento di maggior peso e miglior lega.
La svolta iniziò con la riforma monetaria - ma anche politica - attuata dall'imperatore Federico I detto il Barbarossa nell'ambito della lotta con i comuni lombardi: fu così coniato un "denaro imperiale" dal valore di due denari milanesi o pavesi. Questa riforma fu un vero successo e, tra la fine del XII secolo e gli inizi del XIII, Venezia iniziò a coniare un "grosso" - che fu detto anche "ducato d'oro" o "matapan" - d'argento a 965 millesimi del peso di 2,2 g  del valore di 26 denari veneziani; nello stesso periodo Genova fece lo stesso con un "grosso" argenteo a 960 millesimi di 1,5 g circa dal valore di 4 denari genovesi.
Siena e Pisa aprirono subito dopo la strada alla coniazioni di grossi in quasi tutte le zecche toscane dal contenuto di g 2,3 di argento fino e dal valore di 12 denari pisani o lucchesi.
Nel 1230 Federico II, nel solco di una tradizione che non si era mai interrotta nelle aree ove era ancora forte l'influenza orientale, aveva coniato in Italia meridionale l'augustale, una moneta d'oro di 5 grammi. Nel 1252 Firenze e Genova iniziarono a coniare una moneta di grammi 3,5 d'oro quasi puro: il fiorino d'oro fiorentino e il genoino d'oro genovese. Nel 1284 Venezia iniziava a coniare il ducato d'oro con caratteristiche simili alle monete auree di Genova e di Firenze; esso fu sostituito nel 1545 dallo zecchino (coniato fino al 1797).
Tutto questo portò all'abbandono del monometallismo argenteo instauratosi con la riforma monetaria carolingia e "rivoluzionò" le pratiche mercantili dell'epoca.
Fin a quel momento le monete (soprattutto denari) avevano un tondello sottile, un peso scarso e un fino inferiore a quello stabilito nell'VIII secolo da Carlo Magno.
Le nuove monete hanno un valore intrinseco nettamente maggiore, che si riscontra soprattutto nella crescita del peso e nell'aumento della quantità di metallo prezioso fino contenuto in esse.
- emissione del fiorino e del ducato fino a quella del testone (dal '200 al '400)
- monete più pesanti (e più spesse)
- il cambio del rapporto nel valore tra oro ed argento in seguito alla scoperta dell'America.
- caratteristiche artistiche di tipo nuovo
- presenza di una monetazione ausiliaria in rame
- passaggio graduale dalla monetazione a quelle meccanica.

Si tratta di eventi che non sono contemporanei e che vanno dal Duecento fino addirittura alla metà del Seicento.
Nella seconda metà del XV secolo iniziano a diffondersi grosse monete d'argento chiamate testoni, per via delle immagini dei regnanti presenti sul dritto delle monete. Grosse monete d'argento furono sempre più diffuse a seguito della scoperta di nuove miniere d'argento nel Tirolo prima, e poi grazie al metallo resosi disponibile con la Scoperta dell'America nel 1492. Sempre a seguito dell'importazione di metalli preziosi dalle Americhe, riprese anche la coniazione di monete d'oro da parte della Spagna. In questo periodo il bimetallismo basato su oro e argento fu mantenuto con grosse difficoltà a causa delle continue variazioni del valore del rapporto a seguito di nuove scoperte di riserve di uno o dell'altro metallo.
L'introduzione del terzo conio, il collare, e la conseguente zigrinatura dei bordi, la decimalizzazione ed altri fenomeni costituiscono il momenti di passaggio tra la monetazione moderna e quella monetazione contemporanea.
Ad esempio, nel 1816 l'Inghilterra introdusse la lira sterlina, una moneta di 7,988 grammi a 22 carati creata dall'incisore italiano Benedetto Pistrucci; altro fenomeno caratteristico di questo periodo è la progressiva decimalizzazione delle valute a seguito della Rivoluzione francese, iniziata con l'adozione del sistema monetario decimale in Francia il 15 agosto 1795.